# 等年齢線

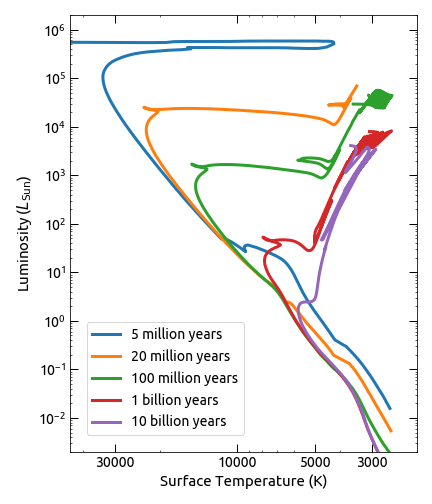
金属量が太陽程度の恒星の理論的な等年齢線（パドヴァモデル）。横軸は表面温度、縦軸は光度、年齢は500万年から100億年までを5段階で示している。

等年齢線（とうねんれいせん、英: isochrone）あるいは等時線（とうじせん）、等時曲線（とうじきょくせん）は、年齢と金属量が等しい様々な質量の恒星が、ヘルツシュプルング・ラッセル図（HR図）上でどのような位置に分布するかを明示する曲線である。等年齢線は、星団の年齢決定から、系外銀河の星の種族合成まで、天体物理学における幅広い課題に対して利用される。

## 構築
恒星の進化に関しては、理論的な恒星のモデルを用いて、ある質量と化学組成（金属量）を持つ恒星の進化がどのように進むかを表す経路を、HR図や色等級図上に進化トラックとして図示することができる。等年齢線を構築する第一歩は、この進化トラックを恒星の進化段階によって適切に分解することである。
HR図や色等級図は、恒星の光度と温度の関係を表す図で、進化トラックも光度と温度の対応を表すグラフになる。光度や温度は、恒星のモデルを用いることで、恒星の初期質量と年齢の関数として定義することができる。更に、その関数は恒星の進化段階に応じて分解し、初期質量とそれぞれの進化段階における相対的な存続時間の関数として与えられる。すると、恒星の光度、温度、進化段階がわかれば、ある年齢の恒星の理論的な質量を求めることができ、同じ年齢の異なる質量の点を結ぶことで、等年齢線となる。理論的な進化トラックは通常、離散的な初期質量に対して計算するので、進化トラックから得られる等年齢の恒星の分布も離散的であり、質量において上下に隣り合う点から内挿によって補間することで、等年齢線を構築する。

## 範囲
等年齢線は、質量では核で水素燃焼が起きる下限質量（概ね太陽質量の0.1倍程度）から恒星の上限質量まで、進化段階ではゼロ歳主系列から炭素燃焼段階までを網羅する。広範な年齢・質量、化学組成にわたってほとんどの進化段階を網羅した等年齢線として、パドヴァモデルやBaSTI（a Bag of Stellar Tracks and Isochrones）モデルが、大質量星によく対応したものとしてはジュネーヴモデルが、特によく利用されている。ただし、熱パルス漸近巨星分枝（TP-AGB）星や後漸近巨星分枝（post-AGB）星は含まないものが多い。これらの進化段階の理論モデルは、物理的な詳細さ、正確さが十分ではないからである。異なるモデルの等年齢線をつなぎ合わせることは、恒星の対流や自転など仮定している条件が異なるため、難しい。

## 応用
等年齢線は、星団の年齢決定のような単純なものから、系外銀河の星形成史の考察のような複雑なものまで、天体物理学上の多様な課題に応用されている。

### 星団の年齢

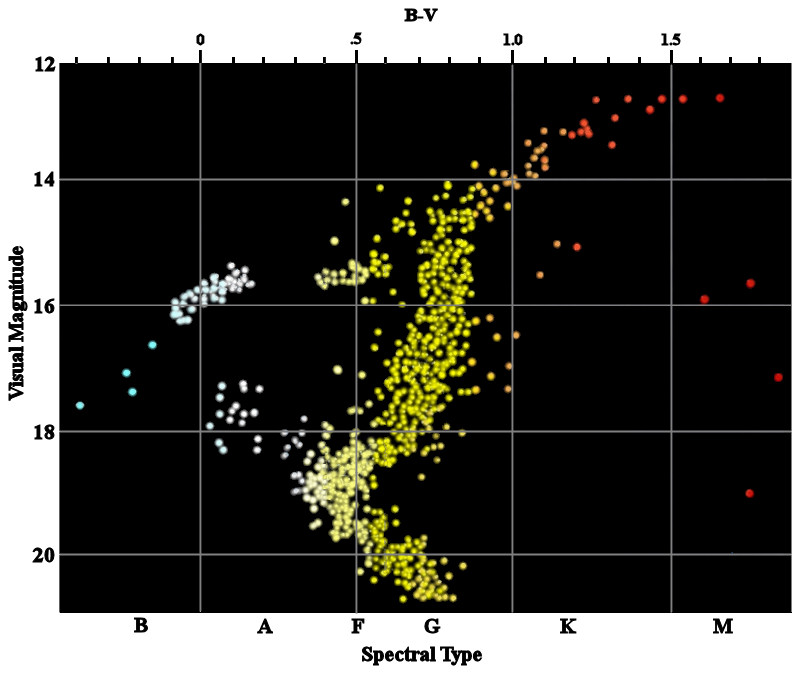
球状星団M3の色等級図。横軸はスペクトル型、縦軸は可視等級。最も暗い部分の右肩下がりの一群が主系列星、そこから「く」の字に折れ曲がる転向点がみてとれる。

星団の星々は、ほぼ同時に誕生したとみなされ、同じ年齢の様々な質量の恒星が含まれると考えられる。このような星団の恒星は、HR図上では等年齢線に沿って並ぶことになる。したがって、星団に所属する恒星のHR図上での分布と、理論的な等年齢線を比較し、最もよく合う年齢を求めることで、星団の年齢を推定することができる。特に、古い星団においては、主系列からその後の段階へ進化する際に等年齢線が向きを変える転向点が、年齢決定の鍵となる。
等年齢線によって星団の年齢を求める手法は、1960年代にトロント大学のデマルクとラーソンがNGC 188で実施したのが嚆矢とされる。その後、星団の年齢決定方法は、観測技術と恒星モデルの進歩に伴い、等年齢線を用いるよりも洗練された方法が主流となっていった。

### 星の種族合成
1990年代になると、等年齢線を用いた球状星団の年齢決定にヒントを得て、銀河のスペクトルを、様々な年齢・金属量の星のスペクトルの足し合わせによる合成スペクトルで再現する、種族合成に等年齢線を応用する手法が開発された。銀河のような星の集団において、初期質量関数によって重み付けした恒星の質量分布に従って、HR図・色等級図上のある年齢・金属量の等年齢線に沿って恒星を分散させ、それらのスペクトルを積分することで銀河のスペクトルを合成する。この手法は、恒星の質量分布を進化トラックに合わせて離散化する必要があった従前の種族合成法に比べると、誤差の小さい近似が可能であることがわかり、盛んに用いられるようになった。